# Edith Aron
Edith Aron (Homburgo, 4 de septiembre de 1923-Londres, 25 de mayo de 2020) fue una escritora, traductora literaria y docente alemana. Tradujo al idioma alemán las novelas, cuentos y poemas de Jorge Luis Borges, Octavio Paz, Silvina Ocampo, Adolfo Bioy Casares y Julio Cortázar entre otros reconocidos escritores de la literatura latinoamericana. Es considerada la musa del personaje "Lucía, la Maga" de la novela Rayuela.

## Biografía
Edith Aron nació y creció en Homburgo, en la región del Sarre, zona fronteriza entre Alemania y Francia, en una familia judía. Sus padres fueron Sigmund Aron, un comerciante, y su esposa, Elisabeth Wolf, una enfermera. En su pueblo natal asistió a la escuela judía. En 1934 sus padres se separaron, emigró con su madre a Buenos Aires para reunirse con familiares ya instalados en la Argentina. Su padre se quedó en el sur de Francia durante la Segunda Guerra Mundial. En Buenos Aires asistió a la escuela alemana, el Colegio Pestalozzi. Trabajó en la sección de discoteca del Instituto Cultural Argentino Norteamericano, donde comenzó a educarse musicalmente. Regresó a Sarre a visitar a su padre en 1950 y luego se mudó a París.
En París estudió historia de la música en el Conservatorio de París con Alexis Roland-Manuel y estableció amistad con el poeta Paul Celan, el novelista Günter Grass, el artista Sergio de Castro y comenzó una relación con el escritor Julio Cortázar. 
En París, a principios de la década de 1950, fue la primera en traducir las obras de Julio Cortázar al alemán. Además, se hizo un nombre como traductora de obras literarias de la cultura latinoamericana al alemán, por ejemplo, de Jorge Luis Borges, Octavio Paz, Silvina Ocampo, Elena Garro, Juan José Arreola y Amparo Dávila. Permitió que la literatura sudamericana llegara al público alemán por primera vez.
A principios de la década de 1960, regresó brevemente a Berlín, estudió literatura alemana en la Universidad Libre de Berlín,y trabajó para el Hessischer Rundfunk sobre literatura latinoamericana, y como traductora para estaciones de radio, particularmente RIAS Berlin. En 1965 su madre enfermó de cáncer y Edith regresó a la Argentina para estar con ella.
Estuvo casada con el ilustrador británico John Bergin, y tuvieron una hija en 1968, Joanna. La familia se mudó a St John's Wood, al norte de Londres.
Se separó de Bergin y crio sola a su hija. Enseñó alemán en el Instituto Goethe, a estudiantes de ciencias en el Imperial College, y trabajó como examinadora de nivel A y tutora privada. Mientras tanto, continuó escribiendo cuentos.
Publicó dos colecciones de cuentos en alemán, Die Zeit in den Koffern (1989) y Die Falschen Haüser (1999). Una traducción al español de sus historias apareció como 55 Rayuelas en 2007. Todos sus obras son de ficción combinadas con elementos autobiográficos.
Dominaba los idiomas alemán, francés, español e inglés.
Vivió en Londres, pasó los últimos cuatro años en reposo en su hogar, como consecuencia de una lesión en la rodilla, hasta su fallecimiento el 25 de mayo de 2020 a la edad de noventa y seis años.

## Musa de Julio Cortázar
En enero de 1950 Edith y Julio Cortázar viajaron durante tres meses de Buenos Aires a Europa en el mismo barco, el buque Conte Biancamano, sin conocerse ni presentarse. Luego se encontraron por casualidad en una librería en París, se reconocieron y volvieron a cruzarse en distintos sitios de París. Encontraron que ambos tenían en común los mismos amigos argentinos. Comenzaron una relación que finalizó cuando el escritor regresó a Buenos Aires. Al poco tiempo obtuvo una beca del gobierno francés. Pronto partiría a París con el firme propósito de establecerse en esa ciudad. 

Fue Cortázar quien le dijo a su editor que Edith fue la inspiración para La Maga, el personaje de su célebre novela Rayuela. 
Ella sigue negando ser la Maga, aunque ha reconocido:
“Él me escribió diciéndome que había basado su personaje en mí y nos pasaban, es verdad, cosas espontáneas como las de la novela. También hay algunos episodios, como ése en el que encontramos un paraguas viejo en las calles de París y le damos una ceremonia de entierro, que ocurrieron más o menos como los cuenta. Pero la Maga es un personaje literario”.

“Aquello es lo único real de todo el libro”, sostiene Edith. Eso ocurrió en 1952, “el año de Cortázar”, el tiempo en que estuvieron más cercanos que nunca, más enamorados, un momento de inflexión en su vida. Julio le pidió que viviera con él; ella no aceptó porque deseaba estudiar. Un día, mientras comían, Cortázar jugaba con unas migas de pan. La miró y le dijo: “Tengo ganas de escribir un libro mágico”. Así nació Rayuela.
Edith siguió siendo amiga de Cortázar y de su esposa Aurora, aunque confesó en una entrevista, "se sintió usada por él tras el éxito de la novela". Posteriormente, con la publicación de una carta de Julio dirigida al editor Paco Porrúa solicitando que Edith no realizara la traducción de sus obras, el daño sería mayor y surgió la rabia. "Cuando volvieron a cruzarse y él intentó retomar su historia, ella ya no creía en la casualidad, no quiso verlo más."

## Reconocimientos
Su ciudad natal, había donado en su honor el "Premio de la Escuela Edith Aron", que se otorgó por primera vez en 2011. Se estableció que el premio de 1500 euros debe otorgarse cada dos años para proyectos de estudiantes relacionados con la migración, la emigración y la integración. Fue otorgado por segunda y última vez en 2013 porque Edith Aron pidió abstenerse de otorgar un premio en su nombre, ya que no emigró por razones políticas o religiosas, sino por motivos puramente personales.
En 2003, Edith Aron asistió a la inauguración de las ruinas rediseñadas de la sinagoga en Homburg como invitada de honor y descubrió una placa. En esta ocasión, ingresó al Libro de Oro de la ciudad junto con el alcalde Joachim Rippel.
La productora de cine, con sede en Sarre, Barbara Wackernagel-Jacobs realizó el documental Edith Aron - "Paper Says Nothing, Listens" entre 2010 y 2015 sobre la vida y el trabajo de Edith Aron. Fue dirigido por Boris Penth, exdirector artístico del festival de cine Max Ophüls Preis.

## Publicaciones

### Obras propias
- Der Obstkorb. Erzählungen. EN: Neue deutsche Hefte. N.° 185. NDH, Berlin 1985.
- Die Zeit in den Koffern – Erzählungen. Wassmann, 1989, ISBN 3-926182-10-5. Cuentos
- Geschichten von damals. EN: Die Horen. 37 (1992), 2. p. 9–21.
- Die falschen Häuser. Erzählungen. Verlag Das Wunderhorn, 1999, ISBN 3-88423-156-1. "Sutilmente autobiográfico".[21]
- 55 rayuelas. Belacqua, 2007. ISBN 84-9669-402X.[8]

### Traducciones
Selección de algunas de las traducciones realizadas:
- Xavier Domingo: Villa Milo oder das Haus der frommen Freuden. Roman. [Deutsche Erstausgabe]. Luchterhand, Neuwied 1962.
- Julio Cortázar: Das besetzte Haus. Erzählungen. dtv München 1971. ISBN 3-423-05394-1
- Julio Cortázar: Der andere Himmel. Erzählungen. Aufbau-Verlag, Berlin 1973. (Edition Neue Texte)
- Jorge Luis Borges: Einhorn, Sphinx und Salamander. Fischer, Frankfurt/M. 1993. ISBN 3-596-10584-6. (Werke; 8)
- Jorge Luis Borges: Die Anthologien. (Handbuch der phantastischen Zoologie – Das Buch von Himmel und Hölle – Buch der Träume). Hanser, München 2008. ISBN 978-3-446-23077-4 (Borges: Gesammelte Werke; Bd. 10)